# Бландбург (Пенсільванія)
Бландбург (англ. Blandburg) — переписна місцевість (CDP) в США, в окрузі Кембрія штату Пенсільванія. Населення — 348 осіб (2020).

## Географія
Бландбург розташований за координатами 40°41′1″ пн. ш. 78°24′57″ зх. д. / 40.68361° пн. ш. 78.41583° зх. д. (40.683688, -78.415842).  За даними Бюро перепису населення США в 2010 році переписна місцевість мала площу 1,25 км², уся площа — суходіл.

## Демографія
Згідно з переписом 2010 року, у переписній місцевості мешкали 402 особи в 163 домогосподарствах у складі 103 родин. Густота населення становила 321 особа/км².  Було 185 помешкань (148/км²).
Расовий склад населення:
| - 97,5 % — білих - 1,2 % — чорних або афроамериканців - 0,2 % — азіатів |

До двох чи більше рас належало 1,0 %. Частка іспаномовних становила 0,0 % від усіх жителів.
За віковим діапазоном населення розподілялося таким чином: 24,6 % — особи молодші 18 років, 62,5 % — особи у віці 18—64 років, 12,9 % — особи у віці 65 років та старші. Медіана віку мешканця становила 39,8 року. На 100 осіб жіночої статі у переписній місцевості припадало 116,1 чоловіків;  на 100 жінок у віці від 18 років та старших — 114,9 чоловіків також старших 18 років.
Середній дохід на одне домашнє господарство  становив 39 498 доларів США (медіана — 36 607), а середній дохід на одну сім'ю — 43 611 долар (медіана — 37 054). За межею бідності перебувало 13,6 % осіб, у тому числі 12,8 % дітей у віці до 18 років та 0,0 % осіб у віці 65 років та старших.
Цивільне працевлаштоване населення становило 114 осіб. Основні галузі зайнятості: виробництво — 23,7 %, сільське господарство, лісництво, риболовля — 21,1 %, роздрібна торгівля — 15,8 %.